# 장주원
장주원(張周元, 1937년 10월 5일 ~ )은 국가무형문화재 100호인 옥공예 명장으로서 전라남도 목포에서 태어났다. 옥공예 명장으로서 원래 그의 집인 연동 인근에서 전시관을 개방했으나 지금은 갓바위 일대에 장주원 선생을 기념하고자 옥공예기념전시관이 세워져 관광객들을 모으고 있다. 그는 목포를 대표하는 예술인으로 꼽힌다. 옥공예방과 공방체험관을 시작하고 있다.
그는 20살 때 옥공예를 시작해 현재까지 이어오고 있는 그의 48년 옥공예 인생은 옥공예 종주국 중국에서도 놀라 9년 동안 그가 만들어낸 거대 옥정은 중국인들을 놀라게 했다.
10년 만에 광주에서 옥공예 전시를 2009년 2월 15일부터 2월 22일까지 열었다.

## 참고자료
- KTV 한국정책방송 동영상, "옥장 장주원"
- 한국문화재재단의 무형문화재 이야기 "옥장 장주원"
- ‘옥공예 명인’ 장주원씨 작품 광주에 《동아일보》2009년 12월 15일